# 멜리타 벤츠

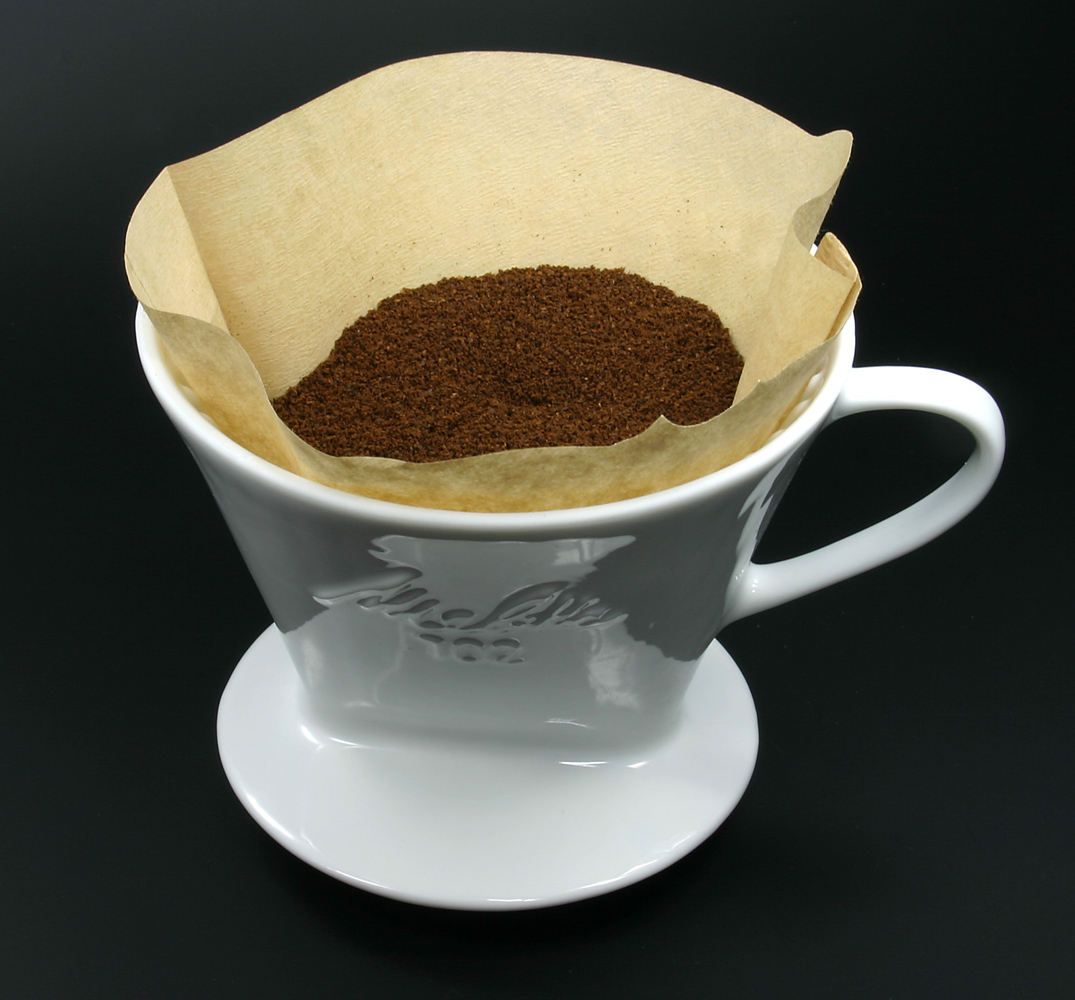
멜리타 드리퍼와 필터

아멜리에 아우구스트 멜리타 벤츠 (Amalie Auguste Melitta Bentz, 태어난 이름 - Amalie Auguste Melitta Liebscher)는 독일의 발명가 겸 사업가로, 1908년에 현대식 커피 필터를 개발하여 커피 관련 상품 기업인 밀리타를 설립하였다.

## 생애
멜리타 벤츠는 출판사 아버지 아래에서 드레스덴에서 태어났다.
가정주부일을 하면서, 벤츠는 커피 여과기는 너무 우려낸 커피를 내뱉고, 에스프레소 머신은 마실수 있는 곳과 거리가 있으며, 리넨 백 필터(융)은 청소하기가 너무 까탈스러웠다. 여러 가지 시도를 한 끝에, 아들인 윌의 학교 연습장의 압지와 못을 이용해서 만든 놋쇠 냄비를 이용하는 것으로 끝났다. 이 압지와 못을 이용해 뚫은 놋쇠 냄비로 만든 찌꺼기에서 자유롭고, 덜 쓴 커피가 강한 대중적인 흥미를 갖게 되자, 사업을 차리기로 결심한다. 독일제국 특허 사무소는 이 특허를 1908년 6월 20일 승인하고, 12월 15일 73 페니히를 내고 "M. Bentz" 이름으로 등록하게 된다. 그 후 양철공과 장비를 개발하는데 협의하게 된후, 그들은 1200개의 커피 필터를 1909년 라이프치히 무역 전시회에서 팔게 된다.
남편이던 휴고와 아들인 호르스트는 회사의 첫 직원으로 참여하였으며, 1차 세계대전이 닥치자 받은 메달들은 제펠린 제작에 동원되었고, 남편은 루마니아 전장으로 징집되었으며, 종이는 할당제로 바뀌었으며, 덤으로 커피는 영국의 무역제제로 팔리지 못하자 이 시기 동안 종이 상자를 파는 것으로 생활하였다.
그들은 사업이 성장함에 따라 드레스덴을 옮겨다녔다. 1928년 그들의 상품은 너무 인기가 좋아서 2교대로 일하는 80명을 고용할 정도였다. 드레스덴에서 만족할만한 공장을 찾기 못하자, 민덴으로 사업을 옮기게 된다. 이때 10만개의 필터가 생산되었다.
그후 아들인 호르스트가 회사를 이어 받으면서 "Bentz & Sohn" 이 되었다. 벤츠는 아들에게 Melitta-Werke AG를 넘기면서, 사업을 하는 동안 크리스마스 보너스와 더불어 6일이던 휴가를 15일로 늘리고, 주당 5일로 일을 줄이는 걸 조건으로 삼았다. 그후 벤츠는 사내 종업원들의 보장기금인 "Melitta Aid"을 설립하게 된.
그리고 또 제 2차 세계대전이 닥치자 회사는 전쟁 물품을 생산하게 되었고, 전쟁의 결과로 인해 살아남은 주 공장 부분이 연합군 손에 들어감에 따라 12년 동안 낡은 공장, 막사, 심지어 펍 등으로 옮기게 된다. 그리고 1948년, 다시 생산이 재게 되었으며 1950년 회사를 Porta Westfalica로 옮기게 된다. 이때 회사 측은 470만 도이치 마르크를 벌어들였다.

## 기타
현재 회사는 손자들이 맡고 있으며, 멜리타 벤츠는 문명 6의 위대한 인물중 한명에 선정되었다.

## 참고 문헌
1. ↑  “melitta.de”. 2008년 10월 1일에 원본 문서에서 보존된 문서. 2011년 1월 18일에 확인함.
2. ↑  Melitta press release[깨진 링크(과거 내용 찾기)]
3. 1 2 3 4  “Of Coffee and Filters” (PDF). 2007년 6월 11일에 원본 문서 (PDF)에서 보존된 문서. 2017년 4월 30일에 확인함.

- Melitta 100 Jahre: Company History

## 같이 보기
- 밀리타